# Thysanoprymna roseocincta
Thysanoprymna roseocincta là một loài bướm đêm thuộc phân họ Arctiinae, họ Erebidae.